# Unter den Linden
Unter den Linden (« sous les tilleuls ») est une célèbre avenue de la ville de Berlin en Allemagne. 

## Situation et accès
Elle s'étend du pont du Château (de) jusqu'à la Pariser Platz sur laquelle se trouve la porte de Brandebourg.
Plantée du côté occidental, sur les trois quarts de sa longueur, de quatre rangées de tilleuls qui ont donné son nom à cette artère, Unter den Linden est bordée de nombreuses institutions, qui en font l'une des avenues les plus importantes de la capitale allemande.

## Origine du nom
« Unter den Linden », littéralement « sous les tilleuls », trouve son origine dans les arbres qui la bordaient.

## Historique

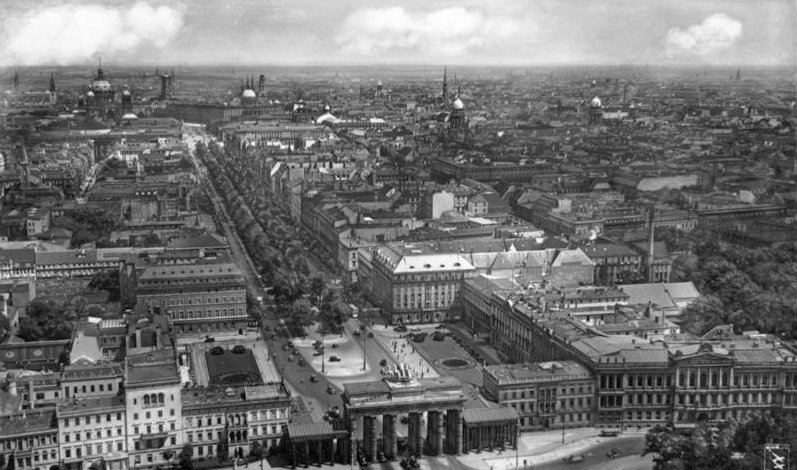
Unter den Linden en octobre 1931.

Au XVIe siècle, cet axe n'était encore qu'un simple chemin de terre battue qui fut tracé en 1573 sur ordre du prince-électeur Jean-Georges II. Il reliait alors le château de Berlin au Tiergarten, alors réserve de chasse royale.
Après la guerre de Trente Ans, alors que l'Allemagne souffrait des suites du conflit, Frédéric-Guillaume commença à faire tracer de nouvelles allées et à planter de nouveaux jardins, alors même que le château et le Tiergarten étaient également dévastés. Il envoya ses architectes et jardiniers à travers l'Europe pour recueillir de nouvelles idées et reconstruire le centre de la ville. Par la suite, l'allée a été construite dans un style hollandais, selon les plans du prince Jean-Maurice de Nassau-Siegen ; le chemin de chasse devait se transformer en promenade comportant un millier de noyers et un millier de tilleuls. Les tilleuls qui ombrageaient Unter den Linden à l'origine ont été abattus en 1658. Quatre rangées furent replantées en 1820.
Après les guerres contre la France napoléonienne au début du XIXe siècle, l'avenue se pare de statues des grands officiers victorieux Blücher, Yorck et Bülow.
La Siegessäule (colonne de la Victoire), anciennement située en face du Reichstag, fut placée sur l'artère qui assure sa continuité et qui porte aujourd'hui le nom de Straße des 17. Juni (anciennement baptisée Charlottenburger Chaussee).
L’avenue a beaucoup souffert des destructions de la Seconde Guerre mondiale, avant d’être reconstruite sans grand souci patrimonial pendant la période communiste. Tout au long de l'avenue ont été construites ou reconstruites les ambassades des autres pays socialistes, ainsi que de grands hôtels d'apparat.

### L'avenue aujourd'hui

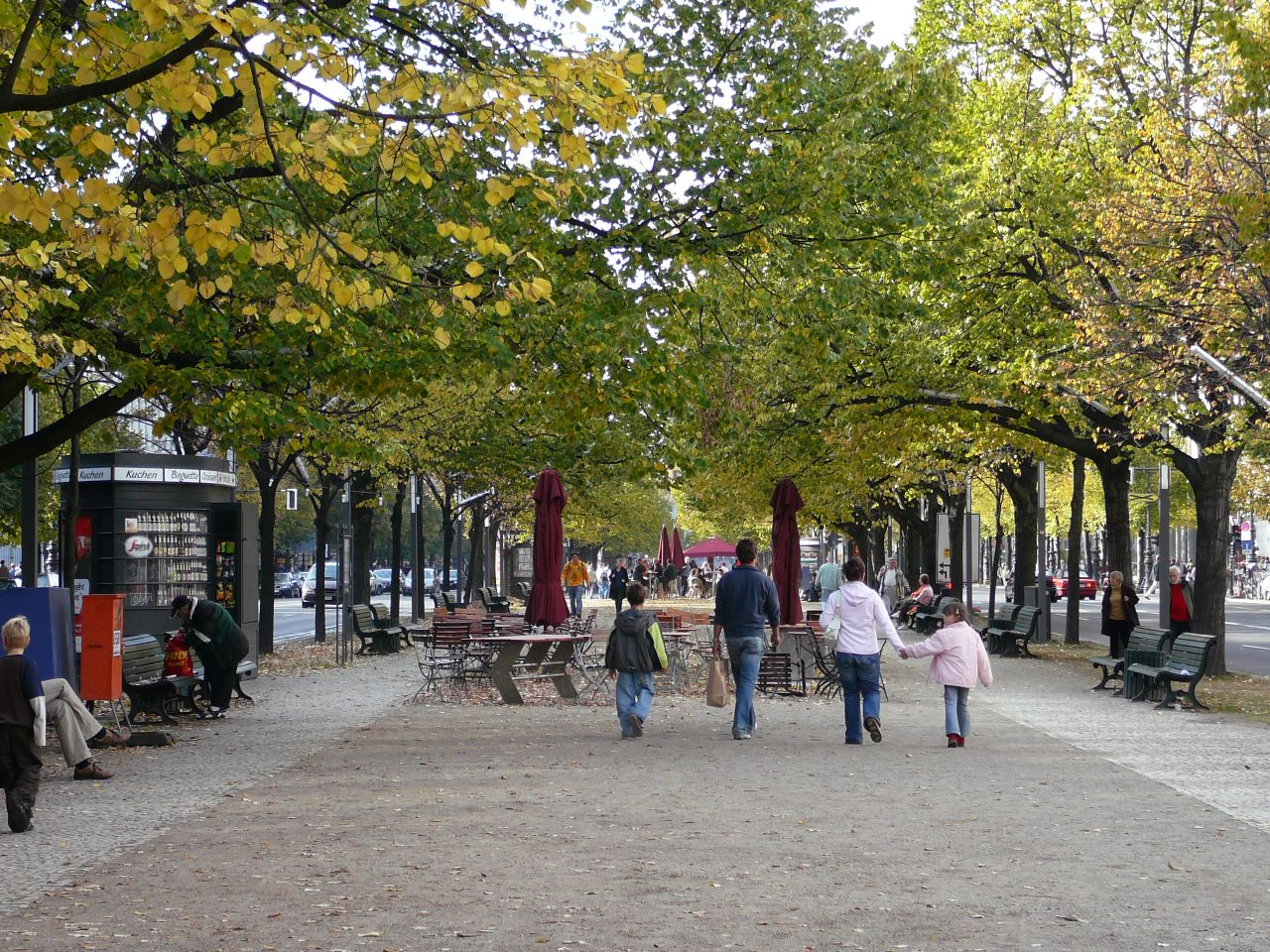
Unter den Linden en automne 2006.

À la fin des années 1990, le Land de Berlin a décidé sa requalification. La continuité de la promenade centrale a été rétablie et cette dernière a été reconstituée dans sa forme d’origine, avec un revêtement beige de sable et des mosaïques de pierre calcaire. Conciliant référence à l’histoire et éléments contemporains, le mobilier urbain spécialement créé pour l’occasion vient renforcer la cohérence paysagère d’une promenade piétonne voulue comme emblématique de la métropole berlinoise. Elle est aujourd'hui très fréquentée par les Berlinois le weekend et la plupart du temps par les touristes.
En 2010, a débuté la construction d'une extension de la ligne 55 du métro qui doit, en 2019, relier la station Alexanderplatz, depuis Brandenburger Tor en desservant une nouvelle station de correspondance avec la ligne 6, baptisée Unter den Linden, laquelle sera située au croisement de la Friedrichstraße et remplacera la station Französische Straße.

## Bâtiments remarquables et lieux de mémoire

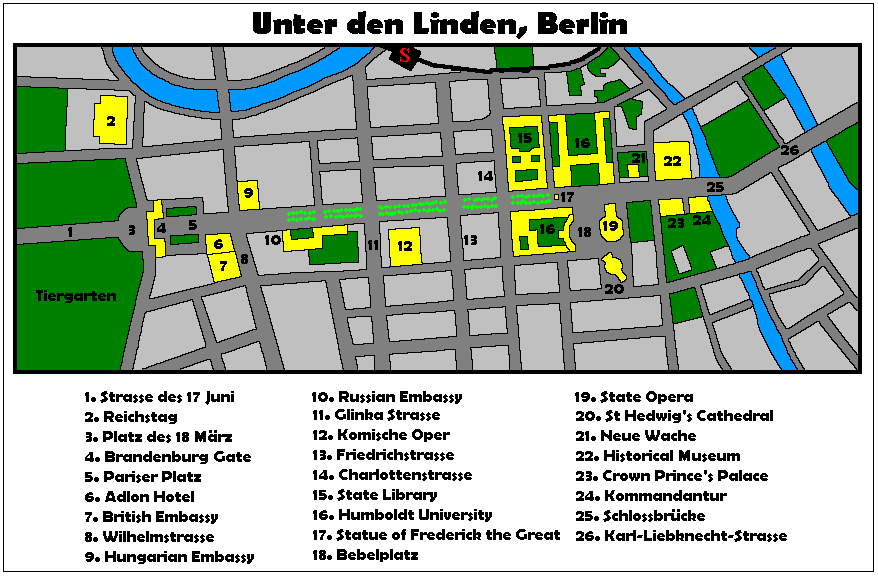
Plan des monuments de l'avenue.

On trouve sur l'avenue Unter den Linden, de nombreux monuments. Les plus notables sont les suivants :
- au no 1, la Alte Kommandantur ;
- au no 2, le Musée historique allemand (ancien Arsenal de Berlin) ;
- au no 3, le palais du Kronprinz ;
- au no 4, la Neue Wache (« Nouvelle garde ») ;
- au no 6, l'université Humboldt (ancien palais du Prince Henri) ;
- au no 7, l'opéra d'État ;
- au no 9, le Vieux Palais de Berlin qui abrite également l'Université Humboldt ;
- au no 13, ancien siège de la Fédération démocratique internationale des femmes ;
- au no 17, la statue équestre de Frédéric le Grand ;
- au no 20, après la révolution russe, à partir de janvier 1919, bureaux de la Croix-Rouge des Russes blancs et de la mission militaire russe[4] ;
- au no 40, l'ancienne ambassade de France en République démocratique allemande ;
- au no 62, ministère des Territoires occupés de l'Est (1941-1945) ;
- aux nos 63-65, l'ambassade de Russie ;
- au no 77, l'hôtel Adlon.